# 4. listopad
4. listopad je 308. den roku podle gregoriánského kalendáře (309. v přestupném roce). Do konce roku zbývá 57 dní. Svátek má Karel.

## Události

### Česko
- 1419 – Bitva u Živohoště mezi venkovskými husity přicházejícími k Praze a oddíly katolické šlechty.
- 1619 – Protestant Fridrich Falcký (Zimní král) byl korunován českým králem.
- 1863 – Richard Wagner ve Stavovském divadle navštívil představení své opery Bludný Holanďan, které bylo hráno ke skladatelově poctě.
- 1868 – Založení nového českého finančního ústavu Živnostenské banky.
- 1938 – Československá vláda rozhodla o zavedení jízdy vpravo na území Československa, a to s platností od 1. 5. 1939.

### Svět
- 1737 – Teatro di San Carlo, nejstarší stále existující operní scéna v Evropě, bylo otevřeno v Neapoli na královy jmeniny operou Domenica Sarra Achille in Sciro na libreto Pietra Metastasia.
- 1791 – Severozápadní indiánská válka: v bitvě u řeky Wabash porazili indiáni americkou armádu.
- 1922 – V Egyptě objevil britský archeolog Howard Carter vchod do hrobky krále Tutanchamona v Údolí králů.
- 1952 – V USA byla založena vládní agentura NSA.
- 1956 – Sovětská vojska vstoupila do Maďarska, aby potlačila maďarské povstání.
- 1979 – Íránští studenti obsadili velvyslanectví USA v Teheránu.
- 2001 – Blahořečení mučedníků Pavla Petra Gojdiče a Dominika Trčky.
- 2008 – Barack Obama byl jako první Afroameričan zvolen prezidentem USA.
- 2014 – Byl spuštěn první pilíř evropské bankovní unie, tj. jednotný dohled ECB nad největšími evropskými bankami.
- 2024 – Byli objeveni původní autoři písně, pro kterou se na internetu vžil název The Most Mysterious Song on the Internet a která byla internetovým fenoménem.

## Narození

### Česko

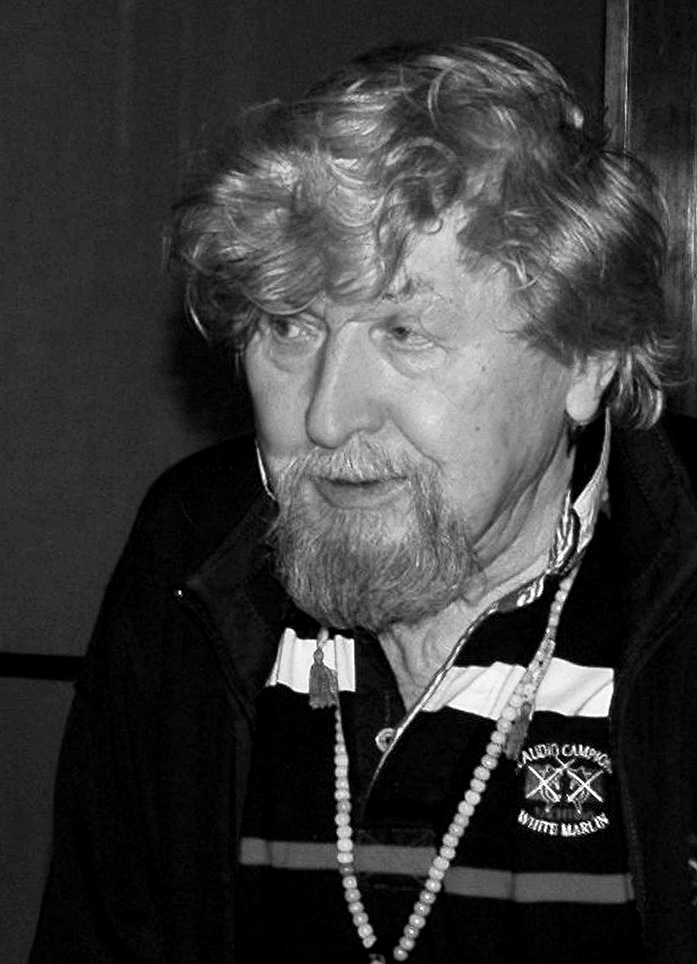
Miroslav Ondříček (* 1934)

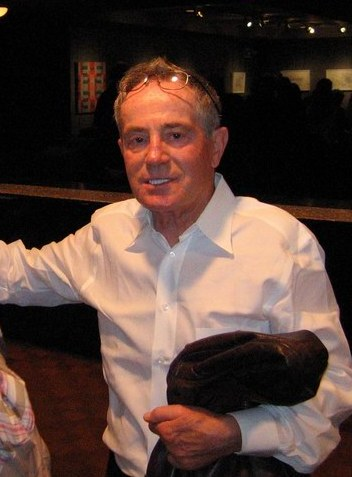
Jan Tříska (* 1936)

- 1598 – Arnošt Vojtěch z Harrachu, šlechtic, duchovní a arcibiskup pražský († 25. října 1667)
- 1731 – Karel Josef Biener z Bienenbergu, topograf a archeolog († 20. ledna 1798)
- 1763 – Karel Ignác Thám, spisovatel († 7. března 1816)
- 1796 – Eugen Karel Czernin z Chudenic, rakousko-český historik, topograf, velkostatkář a průmyslník († 11. června 1868)
- 1803 – Jan Jindřich Marek, kněz a spisovatel († 3. listopadu 1853)
- 1823 – Karel Komzák st., kapelník a skladatel († 19. března 1893)
- 1826 – Karel Šimanovský, divadelní herec a režisér († 14. června 1904)
- 1851 – Max von Proskowetz, agronom, cestovatel, autor cestopisů, diplomat († 19. září 1898)
- 1852 – Anna Bayerová, historicky druhá česká lékařka († 24. ledna 1924)
- 1859
  - Arnošt Kraus, lingvista a literární historik († 16. dubna 1943)
  - František Černín, pedagog a hudební skladatel († 13. listopadu 1928)
- 1873 – Ernst Grünzner, československý politik německé národnosti († ? 1956)
- 1875 – Emanuel Viktor Voska, kameník, agent tajné služby USA († 1. dubna 1960)
- 1877 – Theodor Bartošek, československý politik († 5. září 1954)
- 1880 – Karel Noll, herec († 29. února 1928)
- 1881 – Karel Brožík, československý politik († 20. června 1942)
- 1883 – Karel Vik, malíř († 8. října 1964)
- 1891 – Miroslav Krejčí, hudební skladatel a pedagog († 29. prosince 1964)
- 1894
  - František Šlégr, herec a divadelní režisér († 22. října 1971)
  - Bohumil Boček, generál († 16. října 1952)
- 1895 – Antonín Borovička, kapelník a hudební skladatel († 3. prosince 1968)
- 1907 – Mojmír Mazálek, archeolog († 27. května 1954)
- 1908 – Karel Horálek, jazykovědec († 26. srpna 1992)
- 1909 – Oldřich Hlavsa, grafik, typograf, redaktor († 27. prosince 1995)
- 1916 – Bohumil Vávra, herec († 14. září 2007)
- 1919 – Vlastislav Chalupa, agent Státní bezpečnosti († 2002)
- 1922
  - Norbert Auerbach, česko-americký filmový producent († 12. prosince 2009)
  - Jozef Chramec, voják a příslušník výsadku Courier-5 († 17. ledna 1994)
- 1927 – Zdeněk Pešat, literární vědec, historik a estetik († 29. března 2010)
- 1928
  - Yvetta Simonová, česká zpěvačka
  - Jindřich Bernhard Thebes, opat cisterciáckého kláštera v Oseku († 27. března 2010)
- 1929 – Miloš Pohorský, literární kritik a historik († 11. května 2013)
- 1931 – Miroslav Zedníček, římskokatolický teolog († 19. února 2012)
- 1934 – Miroslav Ondříček, kameraman († 28. března 2015)
- 1936 – Jan Tříska, herec († 25. září 2017)
- 1942 – Václav Tomek, historik († 1. července 2022)
- 1944 – Milada Emmerová, lékařka a politička ČSSD
- 1956 – Oldřich Tomášek, policista, bývalý prezident Policie ČR
- 1958 – Hana Sorrosová, textařka a překladatelka
- 1968 – Daniel Landa, zpěvák a automobilový závodník
- 1978 – Romana Dubnova, atletka

### Svět

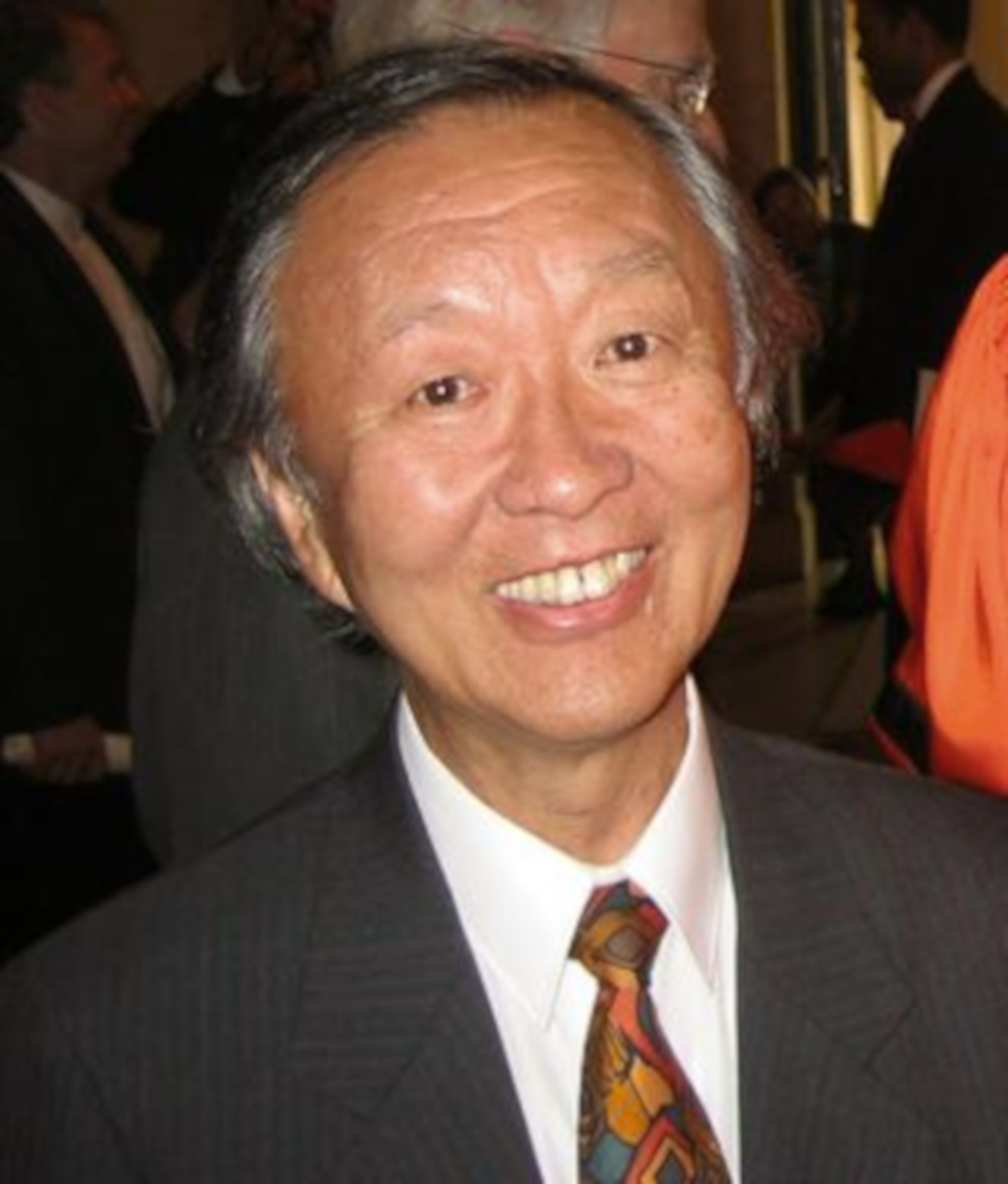
Charles Kuen Kao (1933–2018)

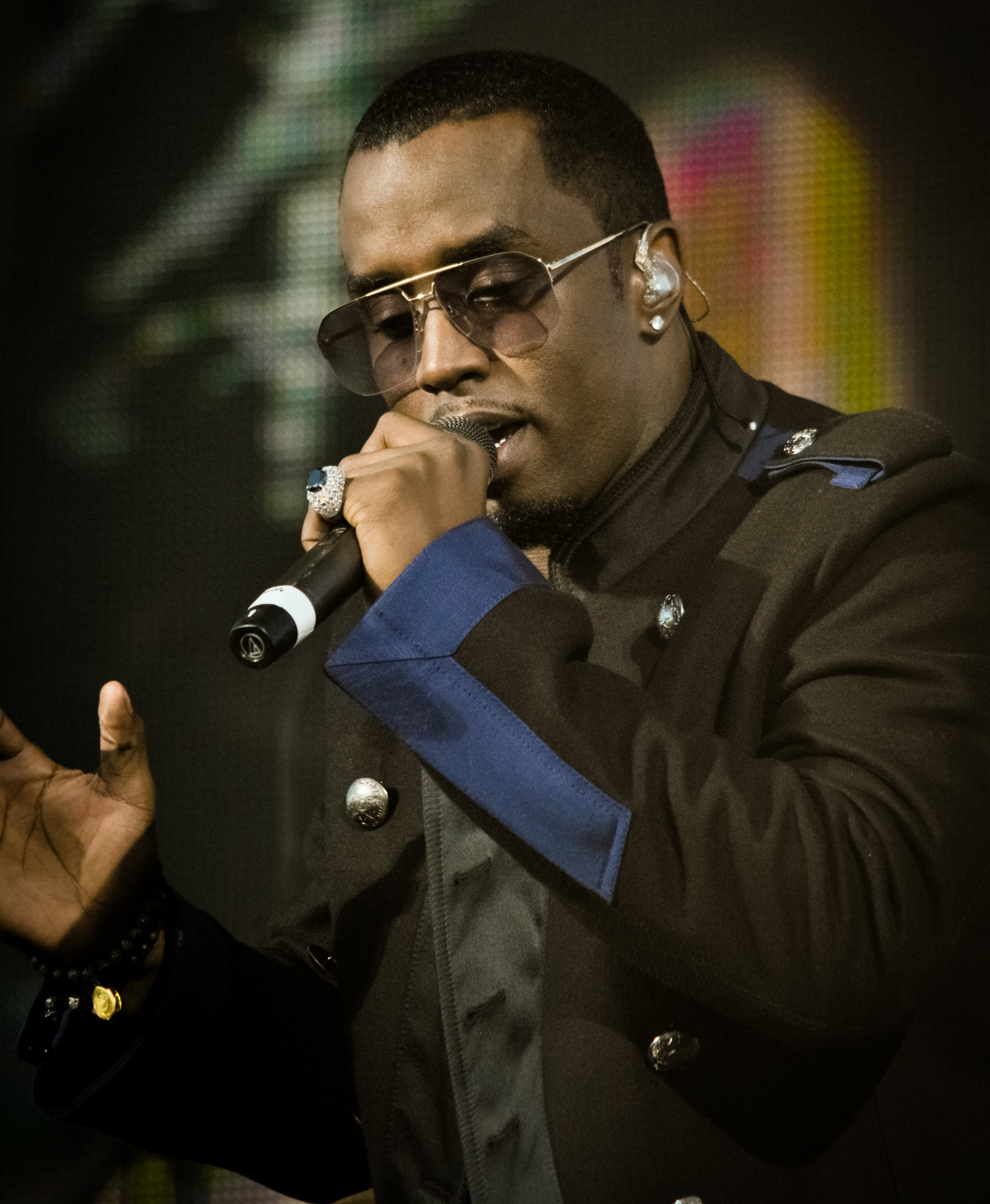
Sean Combs (* 1969)

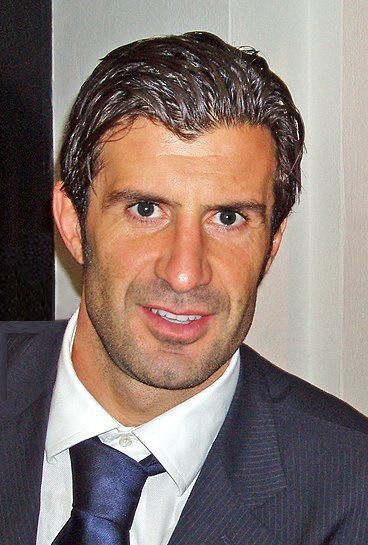
Luís Figo (* 1972)

- 1569 – Guillén de Castro, španělský dramatik a herec († 28. června 1631)
- 1575 – Guido Reni, italský malíř období raného baroka († 18. srpna 1642)
- 1577 – François-Joseph Le Clerc du Tremblay, šedá eminence kardinála Richelieua († 18. prosince 1638)
- 1592 – Gerard van Honthorst, nizozemský malíř († 27. dubna 1656)
- 1631 – Marie Henrietta Stuartovna, dcera anglického krále Karla I. († 24. prosince 1660)
- 1731 – Marie Josefa Saská, manželka francouzského následníka trůnu Ludvíka Ferdinanda († 13. března 1767)
- 1742 – Jakob Friedrich Ehrhart, německý lékárník a botanik († 26. června 1795)
- 1771 – James Montgomery, skotský básník a žurnalista († 30. dubna 1854)
- 1804 – Peder Balke, norský malíř († 5. února 1887)
- 1821 – Martin Hattala, slovenský kněz, jazykovědec († 11. prosince 1903)
- 1826 – Albert Réville, francouzský protestantský teolog († 25. října 1906)
- 1828 – Ernest Hello, francouzský katolický spisovatel, překladatel a filozof († 14. července 1885)
- 1830 – Paul Topinard, francouzský antropolog a lékař († 20. prosince 1911)
- 1851 – Maximilian von Proskowetz, rakouský agronom, diplomat, cestovatel († 19. září 1898)
- 1868 – Camille Jenatzy, belgický automobilový závodník († 8. prosince 1913)
- 1873 – George Edward Moore, anglický filozof († 24. října 1958)
- 1878 – Giuseppe Adami, italský libretista a dramatik († 12. října 1946)
- 1884
  - Helena Karađorđević, srbská princezna, dcera srbského krále Petra I. († 16. října 1962)
  - Miloš Vančo, ministr spravedlnosti autonomní slovenské vlády († 22. ledna 1970)
- 1888 – Štefan Lux, slovenský novinář, herec, režisér a spisovatel († 3. července 1936)
- 1890 – Klabund, německý básník, dramatik a překladatel († 14. srpna 1928)
- 1893 – Herbert Read, anglický historik umění a básník († 12. června 1968)
- 1894
  - Heinz Hartmann, rakouský psychoanalytik († 17. května 1970)
  - Pavel Semjonovič Rybalko, sovětský vojevůdce, velitel tankové armády († 28. srpna 1948)
- 1897
  - Dmitrij Grigorjevič Pavlov, sovětský vojevůdce († 22. července 1941)
  - Cornelius Van Niel, americký mikrobiolog († 10. března 1985)
- 1903 – Watchman Nee, čínský křesťanský kazatel a spisovatel († 30. května 1972)
- 1904 – Walter Ciszek, americký jezuita polského původu, oběť komunismu († 8. prosince 1984)
- 1908 – Józef Rotblat, britský fyzik, Nobelova cena za mír († 31. srpna 2005)
- 1913 – Jelizaveta Bykovová, sovětská šachistka († 8. března 1989)
- 1916
  - Nikola Ljubičić, jugoslávský partyzán a komunistický politik († 13. dubna 2005)
  - Walter Cronkite, americký novinář († 17. července 2009)
- 1918 – Art Carney, americký herec († 9. listopadu 2003)
- 1919 – Martin Balsam, americký herec († 13. února 1996)
- 1922 – Norbert Auerbach, česko-americký filmový producent († 12. prosince 2009)
- 1923 – Barbara Bartosová-Höppnerová, německá spisovatelka († 7. července 2006)
- 1931
  - Imrich Stacho, slovenský fotbalista, československý reprezentant († 10. ledna 2006)
  - Bernard Francis Law, americký kardinál († 20. prosince 2017)
- 1930 – Horia Aramă, rumunský básník, esejista a prozaik († 22. října 2007)
- 1932 – Thomas Klestil, rakouský prezident († 6. července 2004)
- 1933
  - Charles Kuen Kao, čínský fyzik, Nobelova cena za fyziku 2009 († 23. září 2018)
  - Mildred McDanielová, americká olympijská vítězka ve skoku do výšky († 30. září 2004)
  - Chukwuemeka Odumegwu Ojukwu, nejvyšší představitel Biafry († 26. listopadu 2011)
- 1934 – Michał Głowiński, polský spisovatel, literární historik a teoretik
- 1937 – Loretta Switová, americká televizní, filmová a divadelní herečka († 30. května 2025)
- 1939 – Václav Kruta, francouzský archeolog a historik česko-francouzského původu
- 1940 – Marlène Jobertová, francouzská výtvarnice, herečka, zpěvačka a spisovatelka
- 1946
  - Laura Bushová, manželka amerického prezidenta George W. Bushe
  - Robert Mapplethorpe, americký portrétní fotograf († 9. března 1989)
- 1948 – Amadou Toumani Touré, malijský politik, v letech 2002 až 2012 prezident země († 10. listopadu 2020)
- 1950 – Charles Frazier, americký spisovatel
- 1951 – Traian Băsescu, prezident Rumunska
- 1952
  - Čchen Maj-pching, čínský spisovatel a překladatel
  - Theodoros II., papež Koptské pravoslavné církve
- 1954 – Chris Difford, britský zpěvák a kytarista
- 1955 – Matti Vanhanen, finský premiér
- 1956 – Jordan Rudess, americký hudebník
- 1957
  - Tony Abbott, australský premiér
  - Madhukar, německý filozof a zastánce východních nauk
- 1959 – Gwyneth Lewisová, velšská básnířka
- 1960
  - Siniša Glavašević, chorvatský novinář († listopad 1991)
  - Igor Liba, slovenský hokejista
- 1961 – Stanislav Griga, slovenský fotbalista a trenér
- 1965 – Wayne Static, americký zpěvák a kytarista kapely (Static-X)  († 1. listopadu 2014)
- 1969
  - Sean Combs (P. Diddy), americký raper
  - Matthew McConaughey, americký herec
- 1970 – Malena Ernman, švédská operní pěvkyně
- 1972 – Luís Figo, portugalský fotbalista
- 1976 – Justine Waddell, jihoafrická herečka
- 1980 – Gabriela Csinová, slovenská herečka
- 1982 – Kamila Skolimowská, polská atletka, olympijská vítězka v hodu kladivem († 18. února 2009)
- 1992 – Nicol Čupková, slovenská hokejistka
- 1998 – Achraf Hakimi, marocký fotbalista

## Úmrtí

### Česko
- 1035 – Jaromír, český kníže (* ?)
- 1513 – Oldřich III. z Rožmberka, šlechtic (* 17. ledna 1471)
- 1694 – Jan Tanner, jezuita a spisovatel (* 17. srpna 1623)
- 1861 – Johann Reislin von Sonthausen, lékař a pedagog činný v Olomouci (* 20. května 1784)
- 1910 – Antonín Wiehl, architekt (* 26. dubna 1846)
- 1917 – Franz Janowitz, rakouský a český německy píšící básník (* 28. července 1892)
- 1920 – Petr Cingr, sociálně demokratický novinář a politik (* 12. května 1850)
- 1950 – Karel Kügler, operní pěvec–tenorista, herec, režisér (* 1. ledna 1885)
- 1971 – Mirko Hanák, malíř (* 26. června 1921)
- 1975 – František Dvorník, kněz a historik (* 14. srpna 1893)
- 1986 – Jiří Voženílek, architekt (* 14. srpna 1909)
- 1989 – Bohumil Váňa, stolní tenista, několikanásobný mistr světa (* 17. ledna 1920)
- 1990 – Zdeněk Ornest, herec (* 10. ledna 1929)
- 1992 – Darek Vostřel, herec (* 9. ledna 1929)
- 1999 – Stanislav Rázl, předseda vlády České socialistické republiky (* 13. dubna 1920)
- 2003 – Pravoslav Kneidl, knihovník, bibliograf a literární historik (* 12. ledna 1927)
- 2005 – Bohumil Gregor, dirigent (* 14. července 1926)
- 2006 – Miloslav Kopecký, astronom (* 4. května 1928)
- 2010 – Viola Fischerová, básnířka a překladatelka (* 18. října 1935)
- 2011 – Luďa Marešová, herečka (* 29. května 1930)

### Svět

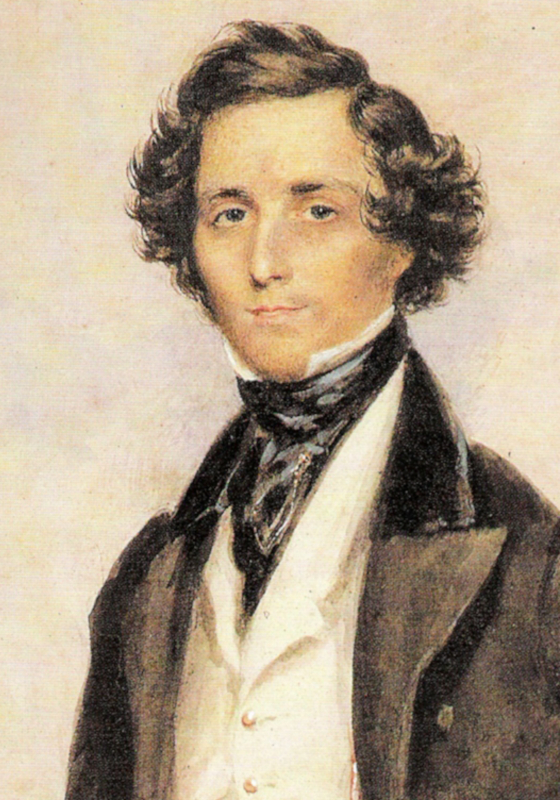
Felix Mendelssohn-Bartholdy († 1847)

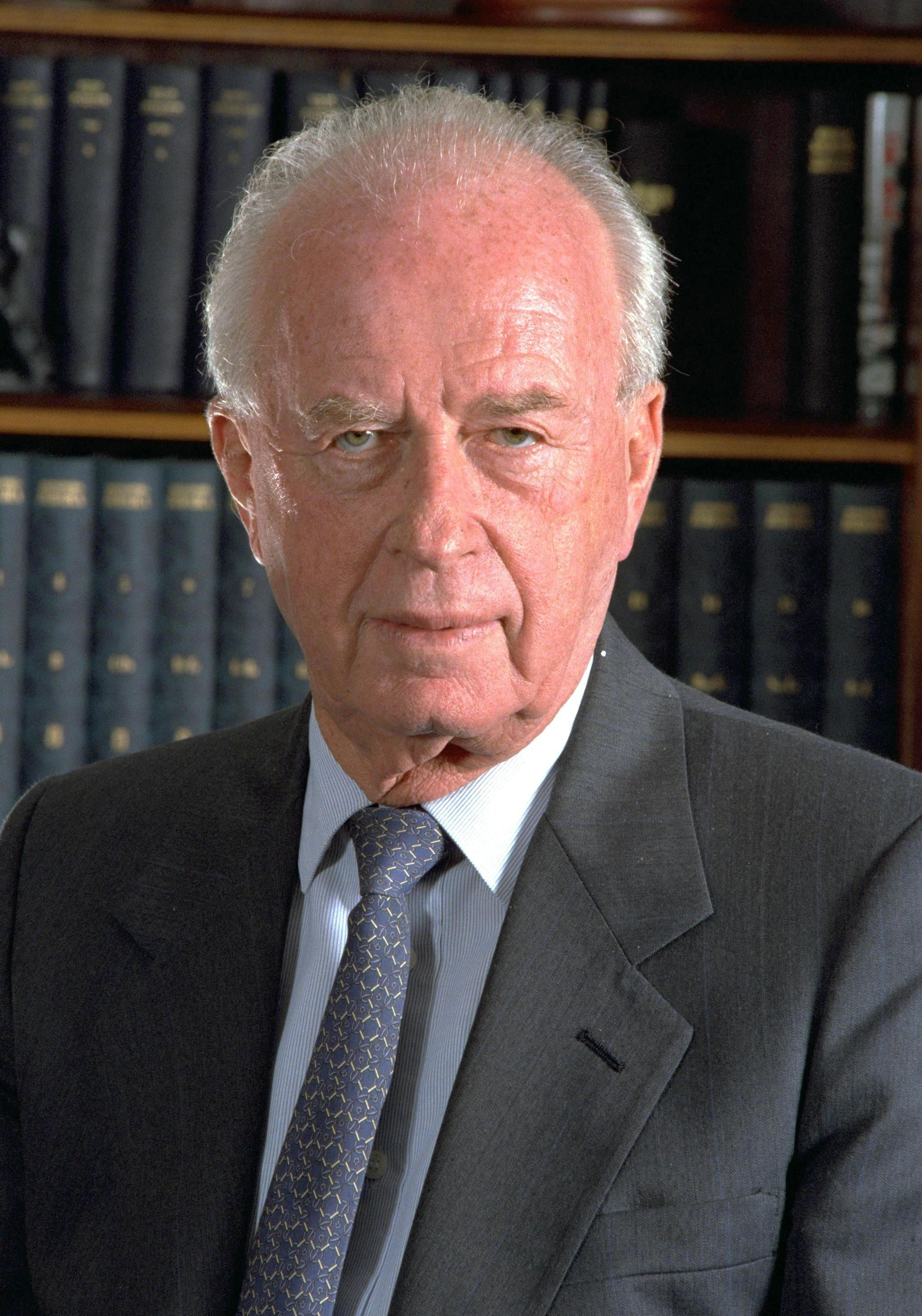
Jicchak Rabin († 1995)

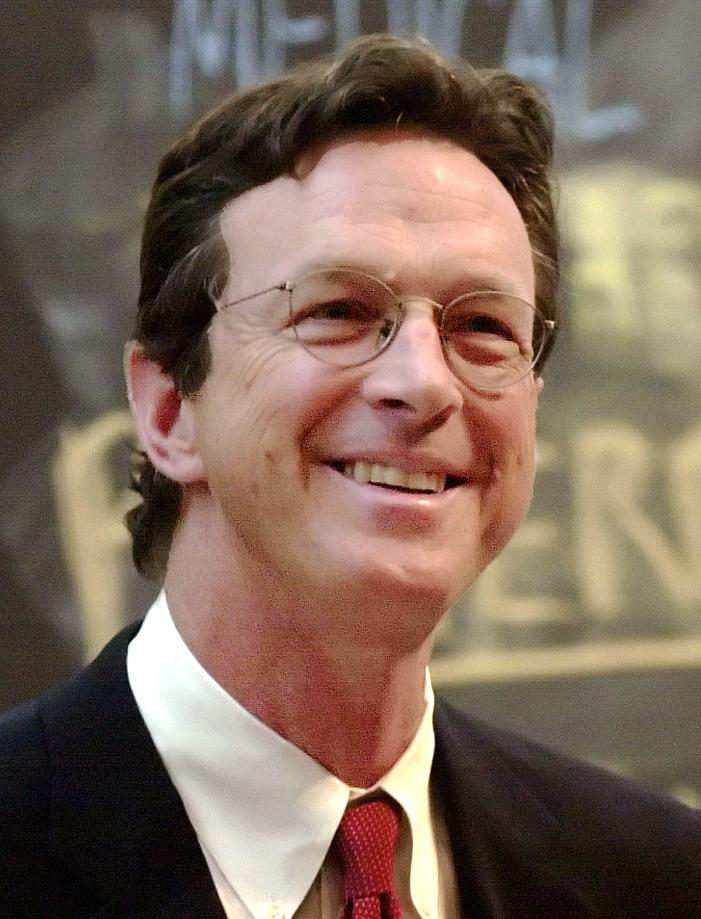
Michael Crichton († 2008)

- 1212 – Svatý Felix z Valois, francouzský poustevník, kněz, spoluzakladatel řádu trinitářů (* 9. dubna 1127)
- 1292 – Eufrosina Opolská, kněžna kujavská a pomořanská (* 1228 až 1230)
- 1579 – Václav III. Adam Těšínský, těšínský kníže z rodu Piastovců (* prosinec 1524)
- 1599 – Pedro da Fonseca, portugalský teolog a filozof (* 1528)
- 1702 – John Benbow, anglický admirál (* 10. března 1653)
- 1753 – Johann Nicolaus Bach, německý varhaník a hudební skladatel (* 10. října 1669)
- 1781 – Faustina Bordoni, italská operní zpěvačka, manželka skladatele Johanna Adolfa Hasseho (* 1693)
- 1833 – Alois Gonzaga z Lichtenštejna, rakouský generál (* 1. dubna 1780)
- 1837 – Jean-Louis Alibert, francouzský lékař (* 2. května 1768)
- 1847 – Felix Mendelssohn-Bartholdy, německý hudební skladatel (* 3. února 1809)
- 1856 – Hippolyte Delaroche, francouzský malíř (* 17. července 1797)
- 1867 – Evžen Vilém Haugwitz, rakouský generál (* 16. listopadu 1777)
- 1877 – Luigi Castellucci, italský architekt (* 17. září 1797)
- 1880 – Étienne Mulsant, francouzský entomolog a ornitolog (* 2. března 1797)
- 1890 – Helene Demuth, služka Karla Marxe a Friedricha Engelse (* 31. prosince 1820)
- 1917 – William Duddell, britský fyzik a vynálezce (* 1. července 1872)
- 1918
  - Joaquín Valverde Sanjuán, španělský hudební skladatel (* 2. ledna 1875)
  - Wilfred Owen, anglický básník (* 18. března 1893)
- 1924 – Gabriel Fauré, francouzský hudební skladatel (* 12. května 1845)
- 1926 – Albin Egger-Lienz, rakouský malíř (* 29. ledna 1868)
- 1937 – Gustav Gaertner, rakouský patolog (* 28. září 1855)
- 1940 – Josef Emanuel Hibsch, rakouský geolog (* 26. března 1852)
- 1942 – Žarko Zrenjanin, jugoslávský partyzán a politik (* 11. srpna 1902)
- 1946 – Rüdiger von der Goltz, německý generál (* 8. prosince 1865)
- 1953 – Elizabeth Sprague Coolidgeová, americká hudební mecenáška (* 30. října 1864)
- 1957 – Shoghi Effendi, Strážce víry Baha'i (* 1. března 1897)
- 1963 – Joe Gordon, americký trumpetista (* 15. května 1928)
- 1965 – Ivan Haluzický, důstojník československého letectva (* 9. března 1913)
- 1968 – Bohuslav Pernica, spisovatel a folklorista (* 13. prosince 1907)
- 1969 – Ferenc Szabó, maďarský skladatel (* 27. prosince 1902)
- 1972 – George Campbell, kanadský hráč lakrosu, olympijský vítěz (* 1. února 1878)
- 1979 – Jurij Krylov, sovětský hokejový reprezentant (* 11. března 1930)
- 1985
  - George Sprague Myers, americký ichtyolog (* 2. února 1905)
  - Richard Williams, americký trumpetista (* 4. května 1931)
- 1988 – Takeo Miki, premiér Japonska (* 17. března 1907)
- 1990 – David Stirling, zakladatel Special Air Service (* 15. listopadu 1915)
- 1994
  - Fred Sonic Smith, americký kytarista (* 14. září 1949)
  - Sam Francis, americký malíř (* 25. června 1923)
- 1995
  - Gilles Deleuze, francouzský filozof (* 18. ledna 1925)
  - Jicchak Rabin, izraelský premiér (atentát), nositel Nobelovy ceny (* 1. března 1922)
  - Paul Eddington, britský herec (* 18. června 1927)
- 2008 – Michael Crichton, americký spisovatel a filmový producent (* 23. října 1942)
- 2009 – Roman Moravec, československý atlet (výškař) slovenské národnosti (* 30. prosince 1950)
- 2011 – Norman Foster Ramsey, americký fyzik, nositel Nobelovy ceny za fyziku (27. srpna 1915)
- 2012 – Ted Curson, americký trumpetista (* 3. června 1935)
- 2015 – René Girard, francouzský historik a literární kritik (* 25. prosince 1923)

## Svátky
Česko:
- Karel, též Karla
- Jesika
- Mojžíš
- Skarlet, Skarleta, Šarlota

Katolický kalendář:
- svatý Karel Boromejský

Svět:
- Itálie: Den sjednocení
- Panama: Den vlajky
- Tonga: Den ústavy
- Rusko: Den národní jednoty

## Pranostiky

### Česko
- Kůra z buku na Karla Boromejského uťatá, když suchá, malou, když mokrá, velkou zimu znamená.

| 4. listopad v pražském KlementinuÚdaje jsou platné k 29. 4. 2025. | 4. listopad v pražském KlementinuÚdaje jsou platné k 29. 4. 2025. | 4. listopad v pražském KlementinuÚdaje jsou platné k 29. 4. 2025. |
| minimum                                                           | denní průměr                                                      | maximum                                                           |
| ----------------------------------------------------------------- | ----------------------------------------------------------------- | ----------------------------------------------------------------- |
| −4,8 °C (1881)                                                    | 7,2 °C (od 1961)                                                  | 17,3 °C (2010)                                                    |